# Giovanni Francesco Cassana
Giovanni Francesco Cassana (* um 1611 in Cassana bei Bonassola (Ligurien); † 19. Juli 1690 in Mirandola) war ein italienischer Maler des Barock.
Er stammte aus Cassana bei Bonassola, einem Küstenort in der einstigen Republik Genua. Sein Geburtsdatum ist nicht bekannt. Laut Soprani-Ratti war er ein Schüler des bedeutenden Genueser Malers Bernardo Strozzi, dem er nach Venedig folgte. In der Lagunenstadt soll er Jahrzehnte lang gelebt haben, aber es finden sich dort keine öffentlichen Werke Cassanas, der nach Pellegrino Antonio Orlandi Landschaften, Veduten und Figuren malte.
Zu einem nicht bekannten Zeitpunkt ging er nach Mirandola an den Hof von Alessandro II. Pico della Mirandola. Dort schuf er unter anderem einige Altarbilder für Kirchen der Stadt, darunter ein Büßender hl. Hieronymus für den Dom von Mirandola, der später in die Sammlung des Museums von Carpi gelangte.
Zu den wenigen erhaltenen und klar dokumentierten Werken Cassanas gehören außerdem zwei große Ölgemälde Abraham besucht von Engeln und Die Strafe von Nabad und Abjud, die er für die Kirche Santa Giustina in Padua schuf. In den Uffizien von Florenz befindet sich ein angebliches Selbstbildnis (Invent. 1890, n. 1777).
Aufgrund der wenigen bekannten Werke, die ihm sicher zugeordnet werden können, sind weitere Zuschreibungen an Cassana schwierig und in einigen von Chiarini erwähnten Fällen teilweise aus stilistischen Gründen fraglich.
Giovanni Francesco Cassana hatte drei Söhne, die ebenfalls Maler wurden und seine Schüler waren: Nicolò, Giovanni Agostino und Giovanni Battista. Er soll außerdem der Lehrer von Giovanni Battista Langetti gewesen sein.
Er starb in Mirandola am 19. Juli 1690.